# Wolfgang Blatt
Wolfgang Blatt (* 27. Oktober 1932 in Wildschütz) ist ein ehemaliger deutscher Fußballspieler. Für Fortschritt Weißenfels bestritt er von 1958 bis 1960 in der DDR-Oberliga, der höchsten Spielklasse im DDR-Fußball, 51 Spiele.

## Sportliche Laufbahn
Als Achtjähriger begann Wolfgang Blatt in Trebnitz bei Teuchern Fußball zu spielen. Bereits als Jugendlicher zeichnete er sich als treffsicherer Stürmer aus und spielte 1952 in der Auswahlmannschaft der DDR-Sportvereinigung Turbine. 1957 wechselte er zum Oberligisten Fortschritt Weißenfels.
Nachdem Blatt zunächst nur in der Reservemannschaft eingesetzt worden war, wurde er von Trainer Herbert Worbs 1958 bereits im ersten Oberligaspiel als Mittelstürmer nominiert. Nach einem weiteren Versuch am dritten Spieltag verlor er vorläufig wieder seinen Platz in der Oberligamannschaft und wurde bis zum Saisonende dort nur noch weitere viermal eingesetzt. In der Spielzeit 1959 schaffte Blatt den Sprung in die Stammelf. Er wurde zunächst als Rechtsaußenstürmer aufgeboten, erzielte aber in vierzehn Einsätzen nur drei Tore. Daraufhin versetzte ihn Trainer Worbs für die letzten fünf Punktspiele in das Mittelfeld. Auch unter dem neuen Trainer Gerhard Gläser blieb Blatt 1960 Mittelfeldspieler und wurde in allen 26 Punktspielen eingesetzt.
Nach der Saison 1960 musste Fortschritt Weißenfels in die DDR-Liga absteigen. Dort bestritt er bis 1965 73 von 125 Punktspielen für Weißenfels. Seine Fußballkarriere ließ er bis 1968 in der 2. Mannschaft der Weißenfelser ausklingen.